# 都築和彦
都築 和彦（つづき かずひこ、1962年5月19日 - ）は、日本の漫画家、イラストレーター。元日本ファルコム社員。

## 経歴
1980年代後半、『ザナドゥ』など、日本ファルコムのいくつかのゲームで公式イラストを手がけていた。
カラーイラストは『IZUMO』連載時まではアナログ、現在はデジタル（2DCG）画を自ら作成した「きらきら筆」と呼ばれるソフトを使用している。また、水村かおるという名で、アダルト系のイラストも描いている。

## 作品リスト
- おさかなマーチ（『月刊コミックNORA』学習研究社）
- SSディッガー（『コンバットコミック』日本出版社→『コミックゲーメスト』新声社）
- WHOO?!（『月刊アフタヌーン』講談社）
- ANGEL DOLL（『月刊アフタヌーン』講談社）
- やまとものがたり（『Good!アフタヌーン』講談社）
- まじかるティポット（『レモンピープル』あまとりあ社）
- IZUMO（『月刊コミックNORA』学習研究社）※OVA化作品
- ザナドゥ ドラゴンスレイヤー伝説（『月刊コンプティーク』角川書店）
- 陽一郎わんすもあ（『富士見ファンタジアコミックス』富士見書房） - 「水村かおる」名義。

### 小説挿絵
- 宇宙一の無責任男（富士見ファンタジア文庫、富士見書房） - 外伝4まで。
  - 無責任艦長タイラー　スーパー・デラックス版（朝日ノベルズ、朝日新聞出版）
- やっぱりRPGが好き!（富士見ドラゴンブック、富士見書房）
  - それでもRPGが好き!（富士見ドラゴンブック、富士見書房）

### 画集
- AQUA(アクア)（学習研究社）
- 赤い角笛プラネットブルート神話（富士見書房）
- ねこのこ（メディアックス）
- まあめいど
- 夢夢夢(むーむーむー)
- Etude(エチュード)
- Stream(ストリーム)
- lllusion(イリュージョン)
- まぼろし（学習研究社）

### キャラクターデザイン
- ひざの上の同居人（D3パブリッシャー）
- ANGEL DOLL（アスク講談社）　発表中止